# Czarny kolos
Czarny kolos (Black Colossus) – opowiadanie Roberta E. Howarda z gatunku magii i miecza opublikowane w czerwcu 1933 roku w czasopiśmie "Weird Tales". 
Jest czwartą częścią cyklu opowiadań fantasy tego autora, których bohaterem jest potężny wojownik ery hyboryjskiej – Conan z Cymerii. Treścią opowiadania jest starcie między Conanem, stojącym na czele armii królestwa Khoraja, a pradawnym magiem Thugra Khotanem.

## Fabuła
Shevatas, ambitny złodziej, wdziera się do krypty, w której spoczywa mag Thugra Khotan, i budzi go. Czarodziej, który niegdyś miał wielką władzę, zaczyna gromadzić wokół siebie pustynne szczepy, jednak na jego drodze stoi królestwo Khoraji. Włada nim młoda królowa Yasmela, której brat pozostaje więźniem w Ophirze. Za radą Mitry Yasmela czyni dowódcą swojej armii pierwszego napotkanego żołnierza – jest nim właśnie Conan.
Rozpoczyna się wojna i armia pod dowództwem Conana wyrusza w pole. Okazuje się, że Thugra Khotan, który przyjął imię Nathoka, pragnie zdobyć Yasmelę. Podczas wielkie bitwy wojska Khoraji odnoszą zwycięstwo, jednak Yasmela wpada w ręce maga. Conan wyrusza samotnie w pościg i ratuje ją w starciu z Thugra Khotanem w ruinach stygijskiej świątyni.

## Publikacje
Pierwszy raz Czarny kolos opublikowany został drukiem w magazynie Weird Tales, w czerwcu 1933. W wersji książkowej po raz pierwszy opowiadanie pojawiło się w zbiorku Conan the Barbarian w 1954.

## Adaptacje
Pierwszy komiks na podstawie Czarnego kolosa ukazał się w 1974, w cyklu The Savage Sword of Conan. Autorem scenariusza był Roy Thomas, zaś narysowali go John Buscema i Alfredo Alcala. Drugi komiks oparty na tym opowiadaniu pojawił się w ramach cyklu Conan the Cimmerian w 2001, a jego autorami byli Timothy Truman (scenariusz) i Tomas Giorello (rysunek).